# Узун-Хаджи
Узу́н-Хаджи́ Салтинский или Узун-Хаир-Хаджи-хан (араб. حاخ اذن خير‎; 1848, Салта, Северо-Кавказский имамат — 30 марта 1920, Ведено, Северо-Кавказский эмират) — северокавказский религиозный, военный и политический деятель. Эмир Северо-Кавказского эмирата. Шейх накшбандийского тариката. Член парламента Горской республики.
Активный участник Гражданской войны 1917—1922 годов в бывшей Российской империи, в период военной смуты построил теократическое государство — Северо-Кавказский эмират, просуществовавшее 7 месяцев вплоть до кончины Узун-Хаджи в 1920 году.

## Биография

### Ранние годы
Родился в аварском селе Салта в 1848 году в семье крестьянина. С 7 лет учился у известных дагестанских алимов. Был мюридом шейха Абдурахмана-Хаджи из Согратля. Узун-Хаджи получил от него благословление на шейхство и после 11-летнего обучения у него для углубления исламских знаний уехал в Османскую империю. Был известен как талантливый ученик. Множество раз совершал хадж.
Прозвище Узун значит на кумыкском языке «высокий, длинный», он получил его из-за своего низкого роста.

### Высылки
Став авторитетным религиозным деятелем, Узун-Хаджи выступил участником антироссийского восстания в Чечне и Дагестане 1877 года, получившего название «Малый Газават». После этого был арестован в 1878 году и отправлен в ссылку на 7 лет в Самарскую губернию, откуда через 4 года он бежал на родину. Но в 1910 году его снова арестовали. Причиной для второго ареста стала постройка мечети без разрешения властей в его родном селе. После домашнего ареста он был переведён на год в Темир-Хан-Шуру, а позже отправлен пешком в Астрахань. Через год он снова устроил побег и отправился в паломничество в Мекку, в обратной дороге вернулся с чеченскими паломниками в Чечню. Сначала он оказался в Грозном, потом осел в Ножай-Юрте. Высылки сделали шейху репутацию мученика, пострадавшего от имперского произвола.
До революции скрывался в чеченских горах, агитируя там против царской власти. Узун-Хаджи занимался также религиозной поэзией и сочинял стихотворения.

### Революция
После случившейся в 1917 году Февральской революции Узун-Хаджи был амнистирован, после чего он вернулся в Дагестан. После этого активно участвовал в политической жизни Северного Кавказа, продвигая шариатистскую и теократическую идеологию. Шейх был одним из организаторов Дагестанского Милли-Комитета, выступившего с инициативой проведения референдума о введении шариатской формы правления в Дагестане, в результате которого все сельские общества Дагестана одобрили шариат. Узун-Хаджи был членом парламента Горской республики. На выступлениях шейх оказывал давление на правительство, требуя отчётов расходования кредита от АДР.
Шейх участвовал в съезде горских народов в Анди в августе 1917 года. По его инициативе по земельному вопросу было принято постановление:
1. Все земли Дагестана, бывшие в распоряжении царского правительства, вернуть дагестанскому народу.
2. Воды Каспийского моря, заключённые в границах Дагестана, передать в распоряжение дагестанского народа как неотъемлемую собственность.
3. Все бекские земли передать безвозмездно дагестанскому народу.
4. Земли, переданные беками некоторым лицам, также передать в собственность дагестанскому народу безвозмездно.
5. Земли, купленные некоторыми лицами у беков, передать дагестанскому народу в собственность, откупив по себестоимости.

Уже к лету в Дагестане был начат процесс перевода школ на национальные программы обучения, где активное участие принял Узун-Хаджи, стоявший на арабизации образования и принятии тюркского (кумыкского) языка в качестве межнационального. Языком обучения считался родной, с первого класса вводился урок шариата. Арабский язык изучался с третьего. В старших классах начальных школ обучали турецкому языку.
Узун-Хаджи был ярым сторонником Нажмудина Гоцинского, которого он пытался сделать имамом теократического государства на Кавказе подобного Имамату Шамиля. Противникам имама после его избрания шейх говорил: «Кто не подчинится имаму – тому мы отрубим голову». Сам шейх должен был занять место вакила (заместителя) имама. Но когда Гоцинский согласился на предложение назначить его муфтием, а не имамом, Узун-Хаджи рассердился и ушёл со своим войском со съезда.
Чтобы опорочить Узун-Хаджи, его оппоненты приписывали ему слова: «я вью верёвку для того, чтобы перевешать всех инженеров, студентов и вообще пишущих слева направо». Шейх ответил на это: «Как я мог сказать такую чушь? Ведь без светской цивилизации нам не обойтись! Если даже мы не имеем специалистов, как например, медиков или инженеров, то их необходимо приглашать из других районов… Как духовное лицо, я хочу восстановить шариат в своей полноте, на что и народ призываю». После вывода русских гарнизонов из дагестанских крепостей, Узун-Хаджи со своим отрядом захватил Гуниб, разоружил и изгнал назначенного дагисполкомом начальника гарнизона полковника Гаджиева. Вскоре шейх вернул крепость под власть исполкома.
9 января 1918 года Гоцинский и Узун-Хаджи с войском от 6 до 10 тысяч человек заняли Темир-Хан-Шуру, столицу Дагестана. На следующий день имам соборной мечети провозгласил Нажмудина имамом. 12 января делегаты III областного Дагестанского съезда большинством голосов аннулировали это решение. Нажмудин согласился на должность муфтия. Узун-Хаджи с войском ушёл в горы, будучи недовольным нерешительностью Гоцинского.
В декабре 1917 — начале 1918 годов в Грозном между чеченцами во главе с Дени Арсановым и казаками случилось жёсткое столкновение, которое всколыхнуло всю Чечню. В феврале Узун-Хаджи был выдвинут чеченцами, и он отправился в город с предложением к русским стать посредником между ними и чеченцами. Шейх и его сторонники составляли серьёзную военно-политическую силу. В 1917—1918 годах его отряд атаковал Хасавюртовский округ, вследствие чего пострадало множество населённых пунктов, как и сам Хасавюрт.

### Гражданская война
- Отряд Гоцинского и Узун Хаджи в Темир-Хан-Шуре. Январь 1918
- Справа налево: Узун-Хаджи, Нажмудин Гоцинский (отмечен крестиком), Сиражудин-Хаджи, Минкаил Халилов, Даниял Апашев

#### Борьба с большевиками
«Отряды Нажмуддина и Узун-Хаджи, не видавшие артиллерийского огня и не привыкшие к нему, разбегались, как только начинали над ними летать артиллерийские снаряды. Большевики не осмеливались ввязываться в рукопашный бой с горцами, а обстреливали их издали из орудий и пулеметов. Русские большевики страшились рукопашного кинжального боя дагестанцев. По этим причинам бои между большевиками и горцами были короткие, кончавшиеся бегством большевиков от кинжального боя, а горцев – от артиллерийского боя. Отряды Нажмуддина и Узун-Хаджи имели привычку: разбитые в бою, они не останавливались в бегстве до самых домов и аулов. Разбитые в одном пункте, они не занимали для боя другой пункт. Узун-Хаджи и Нажмуддин их вновь собирали. Среди них исключение составляли ходжалмахинцы, куппинцы и гергебильцы, которые держали дольше всех фронт и сильно бились в бою»
Последователи шейха начали участвовать в ожесточённых столкновениях с казаками, а также русскими поселенцами в Дагестане и Терской области. В марте 1918 года начинается борьба с частями Красной армии.
В мае отряды Гоцинского, Узун-Хаджи, Кайтмаза Алиханова и других, соединившись в Гунибе, решили отбить Темир-Хан-Шуру у большевиков, наступление началось с трёх направлений – Араканского (главное направление), Чир-Юртовского и Кази-Кумухско-Цудахарского, которое было поручено Узун-Хаджи. Шейх занял Кази-Кумух. Но пройти через Цудахар у него не получилось. Шейх Али-Хаджи Акушинский, которому был подконтролен Даргинский округ, со своими людьми отказался его пропускать. Али-Хаджи четыре раза посылал делегацию к Узун-Хаджи с целью убедить того отказаться от идеи и вернуться, но все четыре раза предложение было отвергнуто. Узун-Хаджи требовал пропустить его, в противном случае грозился применить силу, но другой шейх также отвечал отказом. В итоге Узун-Хаджи отвёл свои войска обратно на Гуниб.
19 июня Узун-Хаджи вместе Гоцинским взяли Кадар и подошли к Доргели. Но вскоре отряды были вытеснены к Хунзаху.
Столкновения большевиков и отрядов Узун-Хаджи и Гоцинского проходили до августа, пока вышедший из Баку Лазарь Бичерахов со своим отрядом не вошёл в Дагестан. К октябрю бичехаровцы освободили Дагестан от большевиков. 6 ноября турецкие войска, вошедшие в Дагестан, начали наступление на бичехаровцев, которых впоследствии вытеснили. 7 ноября был взят Петровск. Закрепилась власть Горского правительства.
Шейх критиковал лидеров Горской республики за их сближение со странами Антанты и требовал вывода английских войск из Дагестана.

#### Борьба с белогвардейцами
Зимой 1919 года Добровольческая армия генерала Деникина начала оккупацию Северного Кавказа. В апреле было созвано заседание Союзного Совета и Правительства Горской республики. Туда же пригласили и духовных лиц таких, как Узун-Хаджи и Али-Хаджи Акушинский. Шейх Узун-Хаджи на заседании выступил с заявлением:
«Если бы мы до сих пор работали, объединено и организованно, то никакой враг не осмелился бы переступить границы нашей Родины. Первые алимы не объединялись, а за ними – вся тёмная масса. Мусульмане начали убивать друг друга. Как бы то ни было, прошлое надо предать забвению. Давайте же хоть теперь, перед общей опасностью… объединимся, и тогда никто нас не сможет победить… Наш святой долг откликнуться на зов наших братьев чеченцев и ингушей, иначе и мы окажемся под пятой казаков… От слов пользы нет, надо перейти к делу… разбудим наш спящий народ… Я и Али-Хаджи, как бы ни были стары, пойдём умирать за народ».
Оба шейха стали собирать отряды для освобождения оккупированных земель Чечни и придумали план.
Но в ходе гражданской войны религиозные лидеры оказались разобщены из-за разногласий: шейх Али-Хаджи Акушинский для борьбы с белыми силами, оккупировавшими Северный Кавказ, решился поддержать большевиков, Нажмудин Гоцинский же был сторонником Белых сил и противником Красных. Когда Гоцинский стал сотрудничать с белыми, Узун-Хаджи сильно разочаровался в нём и отделился от него. Узун-Хаджи противостоял и белым, и красным. Распространено мнение, что после разочарования в Нажмудине Узун-Хаджи сказал: «Я хотел сделать из него имама, но он оказался Иваном», однако, как пишет историк Хаджи-Мурад Доного, подтверждения этих слов он не нашёл. Когда Гоцинский предложил с английской поддержкой воевать против большевиков, шейх Узун-Хаджи ответил: «Какая разница, какого цвета свинья – чёрная или белая?».

##### В качестве имама
В конце мая в Ботлихе был собран крупный съезд, где Гоцинского лишили звания имама, вместо него имамом Дагестана и Чечни избрали Узун-Хаджи, резиденцией имамата выбрали Ведено. Перебравшись туда, в августе имам выпустил призыв мусульманам Северного Кавказа вести джихад против белогвардейцев.
Боеспособное и сплочённое войско Узун-Хаджи, сражавшееся и против белых, и против красных, угрожало дальнейшей судьбе большевистской власти на Северном Кавказе. Согласно данным белогвардейцев, в середине лета 1919 года имам имел 700 солдат. Деникин писал, что во время крупного восстания в августе 1919 года силы Узун-Хаджи возросли до 1 500 человек с 4 орудиями, а после мобилизации численность войск достигала 4-5 тысяч солдат. Азербайджанский дипломат Векилев в сентябре 1919 года говорил о 3-х тысячной армии шейха. Согласно указаниям чеченских обществ в докладе Ленину 1920 года, армия состояла из 8 500 повстанцев. По заключению современного историка Майрбека Вачагаева, всё войско Узун-Хаджи не превышало 1000 человек.
Летом имам неудачно пытался бороться с Добровольческой армией в Дагестане, после чего было решено делать это из Чечни. В армии имама находились партизаны практически со всего Северного Кавказа: из Чечено-Ингушетии, Дагестана, Кабарды, Черкесии и Осетии.

##### В качестве эмира
Узун-Хаджи перебрался в известное чеченское село Ведено, которое вплоть до конца гражданской войны было эпицентром антиденикинского сопротивления на Северном Кавказе. Летом Иналук Арсанукаев принёс фирман от османского султана (вероятно, поддельный). 19 сентября было объявлено о создании теократической монархии под протекторатом Османской империи. Шейх учредил правительство и начал собирать армию. Он имел крупное влияние в Чечне, Ингушетии и Нагорном Дагестане. К осени 1919 года ему была подконтрольна вся горная Чечня. Он также смог частично установить свою власть на западе Дагестана и в горной Ингушетии.
24 сентября в равнинной Чечне проденикинская часть чеченцев во главе с Ибрагимом Чуликовым учредила комитет «по очищению Чечни от большевиков и банд Узун-Хаджи».
Ранее не поддержавший Узун-Хаджи авторитетный чеченский шейх Али Митаев решил наладить отношения с эмиром и отправил в Ведено трофейное оружие, которое было захвачено в боях с деникинцами, но Узун-Хаджи не принял посылку. Эмир имел контакты в ингушскими антиденикинскими деятелями — шейхом Тарко-Хаджи Гардановым и Гапуром Ахриевым. Военный штаб Узун-Хаджи действовал в контакте с Советом обороны Дагестана, которым руководил шейх Али-Хаджи Акушинский и который также занимался борьбой с деникинцами.
После ряда крупных поражений от Белых сил на Северном Кавказе Красная армия под руководством Гикало была вынуждена отступить в горы Чечни. Узун-Хаджи приютил у себя красноармейцев, чтобы использовать их против общего врага. Из них был сформирован красный повстанческий отряд, подчинённый военштабу Эмирата. Несмотря на оказанную поддержку, большевики плели интриги и вели скрытую подрывную деятельность в Эмирате.
В сентябре Узун-Хаджи совместно с большевистскими силами уничтожил гарнизон деникинцев в слободе Воздвиженской, которая закрывала выход из горной части Чечни на равнинную. Белогвардейцы отступили в Грозный. Вскоре прошло сражение у Шали, окончившееся победой войск Узун-Хаджи. В обоих сражениях он захватил в плен около 250 человек. 
Громкие военные успехи делали Узун-Хаджи всё более популярным. На него стали обращать внимание соседние Азербайджан, меньшевистская Грузия, а также Армения. Все они хотели отдалить Россию от своих границ. Грузия пыталась предоставлять военную и материальную помощь. Эмир договорился с Грузией о поставках оружия и признании Эмирата. В обмен он поручил своим войскам блокировать Военно-грузинскую дорогу, отрезав путь для армии Деникина в Грузию. Для помощи эмиру на войне в Чечню была отправлена группа офицеров из 50 человек из Грузии, возглавляемая генералом Керселидзе. В Эмират прибыли немецкие офицеры, которые помогали с созданием армии и организацией военного образа жизни жителей. Присутствовали также и австрийские инструкторы.
За короткий период эмир организовал в государстве суд, казну, правительство, парламент, деньги, тюрьму, армию и полицию.
Деятельность Узун-Хаджи создавала много проблем для деникинских сил в Дагестане, впоследствии чего в конце 1919 года Нажмудин Гоцинский и другие проденикинские алимы объявили, что долг каждого мусульманина — бороться с Узун-Хаджи и убить его.

### Переговоры с большевиками и смерть
К концу марта 1920 года деникинцы были вытеснены с Кавказа. От большевиков, которые заняли Грозный, Узун-Хаджи потребовал вывести войска с Северного Кавказа, но требование было отвергнуто. Советское командование направило тогда уже тяжело больному Узун-Хаджи письмо:
Эмир, не успев дождаться возвращения своих делегатов, через несколько дней, 30 марта 1920 года, умер от тифа. До этого Гикало, который был в Эмирате, поступил приказ «нажать сильнее на Узун-Хаджи, если возможно, ликвидировать его». Противники большевиков утверждали, что шейх был отравлен ими.
Его похоронили в Шамиль-Хуторе около Ведено на кладбище, где похоронены также дети имама Шамиля. На траурное мероприятие собралось много людей со всего Кавказа.
11 мая 1920 года по его предсмертному настоянию был созван съезд горцев, на котором присутствовали турецкие офицеры, находящиеся на Северном Кавказе. Узун-Хаджи, доживая последние дни, в письменной форме завещал продолжать борьбу с Россией и пригласить к власти Камиль-Пашу, сына Шамиля, жившего в Турции. Съезд исполнил волю Узун Хаджи и объявил имамом Камиль-Пашу, которого сразу известили об этом. Последний не смог сам явиться и послал на Кавказ своего сына Саида-Шамиля.
Титул эмира принял шейх Дарбиш Мухаммад из Инхо, однако спустя пару дней Эмират перестал существовать.

## Оценки современников
«Маленького роста, почти карлик, Узун-Хаджи отличался чрезвычайной храбростью, твёрдостью и большой силой воли. Благодаря этим качествам, Узун-Хаджи подчинил почти всю Аварию, Андию и Чечню. Человек очень умный, образованный, с некоторыми демократическими взглядами (шариатской, конечно, демократии), он зашёл в безвыходный тупик, ибо поставил перед собой непостижимую цель – повернуть колесо истории назад…»
- Абдул-Рахим Ахвердов описывал шейха как старичка низенького роста, худощавого с блестящими глазами, сознающего всю свою силу и могущество[2].
- Социалист Aлибек Taxo-Годи писал, что Узун-Хаджи был движим только своим долгом мусульманина, что должен сложить свою и чужую головы, чтобы возродить имамат и имама всех мусульман[71].
- Саид Габиев характеризовал эмира как человека сильного волей, очень решительного, но которому не хватало хитрости и политического плутовства. По его мнению, старец мог бы сыграть ещё большую роль в истории Кавказа, если бы он отличался широтой своего ума и развития, богатством и родовитостью хотя бы Нажмудина Гоцинского, который был менее яркой фигурой, чем он[72].
- Шарафеддин Эрел, глава канцелярии Гоцинского, полагал, что «освободительные силы Северного Кавказа могли одержать победу, если бы опирались не на Гоцинского, а на Узун-Хаджи, потому что он отличался добрым характером, авторитетом и умением обращаться с людьми, мог привлечь на свою сторону интеллигенцию и тем самым создать гармонию всех местных сил». По его словам, ключевую роль в борьбе с армией Деникина на Северном Кавказе сыграл именно Узун-Хаджи[73].

## Творчество
Пылают дни и тлеют ночи. И в круговерти суеты

Напрасны все твои уловки, когда не служишь Богу ты.

За летом неизбежна – осень. Так смертный час неотвратим.

Зачем же даренное время ты обращаешь в горький дым?

Тобой накопленным богатством не искупить и малый грех.

Копи же то, что в жизни вечной тебе искупит без помех.

... Мы все к создателю вернёмся. Но с чем предстанем перед ним?

Коль Он из сердца будет изгнан, ты будешь вечно Им гоним!
Сордо бачІун, къо бачІун, къоял тІагІунел руго,

ТІагІаталъе кІарчанлъи щай мискинав гьабулеб. 

Рии бачІун, хасел щун хвел гІагарлъулеб буго,

ГІадада къоял риччан, кидалъигІан рукІунел. 

КІудаб дунял гьабулеб, дуй гьечІого толареб;

Ахират рехун тІоге, дица гьарулеб бугин, 

Ахирги вуссунин мун, мун вижарав бичасде,

Бечед рекІелъа камун кидаго мун вукІунге.
Узун-Хаджи сочинял религиозную поэзию. Его поэма на аварском языке «Пока живу — ищу спасения...» (авар. «Сордо бачІун, къо бачІун, къоял тІагІунел руго...») опубликована, а также переведена на русский язык Муртазали Дугричиловым. Некоторые сборники, содержащие произведения Узун-Хаджи находятся в каталоге рукописей Амирхана Исаева.

## Память
- В 1922 году в газете «Нефтерабочий» в Грозном была опубликована статья «День памяти Узун-Хаджи». Там написано: «Узун-Хаджи был великим человеком, и память его дорога горцу не только потому, что он вёл священную войну против белогвардейцев, офицеров и генералов-поработителей гор, но и против Красной Армии трудящихся»[78]. Сообщалось о торжественных поминках в честь годовщины смерти Узун-Хаджи, куда пришло несколько тысяч гостей[11].Узун-Хаджи («Изун-Ходжи») в пронемецкой агитационной листовке времён Второй мировой войны от «старейших карачаевского народа» к северо-кавказцам с призывом восстать против большевиков
- Установлена мемориальная доска в селе Салта[79].
- Исследователем Махачем Нахибашевым в 2009 году выпущена книга «Узун-Хаджи Салтинский — общественно-политический и религиозный деятель Дагестана и Чечни», где освещается жизнедеятельность шейха[80].
- Мюридами шейха являются некоторые жители Веденского и Шатойского районов Чечни[81]. По словам Шамиля Басаева, его дед был мюридом Узун-Хаджи и воевал вместе с ним[82].
- На месте могилы открыт зиярат[83]. В 2017 году его посетил глава ЧР Рамзан Кадыров[84].
- В 2017 году Гаджи-Мурадом Какагасановым выпущен сборник документов под названием «Узун-Хаджи Салтинский – политический и религиозный деятель Дагестана и Чечни (Документы и материалы)»[85].
- Именем эмира названы улицы в Буйнакске[86] и селе Салта[87].

## В культуре
- Узун-Хаджи фигурирует в рассказе Михаила Булгакова «Необыкновенные приключения доктора», который описывает Гражданскую войну на Северном Кавказе[88].
- О шейхе пишет в своём произведении «Мой Дагестан» Расул Гамзатов. Там он, повествуя об Узун-Хаджи, Гоцинском, Алиханове, говорит, что «Дагестан их языка не понял, а они не поняли язык Дагестана»[89].

## В историографии
В советских учебниках истории военные действия Узун-Хаджи против деникинцев в Чечне приписывались Красной армии. Сам шейх описывался как противник прогресса и фанатик, а его эмират — как марионетка интервентов и эксплуататорское государство, угнетавшее трудящихся.
После распада СССР эти концепции в историографии были пересмотрены. Интерес к личности Узун-Хаджи возрос среди историков в 1990-х и первой половине 2000-х годов в связи с чеченской войной. Современными исследователями Узун-Хаджи рассматривается как яркий лидер национально-освободительной борьбы горцев.